# Viburnum orientale
Viburnum orientale är en desmeknoppsväxtart som beskrevs av Pall.. Viburnum orientale ingår i släktet olvonsläktet, och familjen desmeknoppsväxter. Inga underarter finns listade i Catalogue of Life.

## Bildgalleri

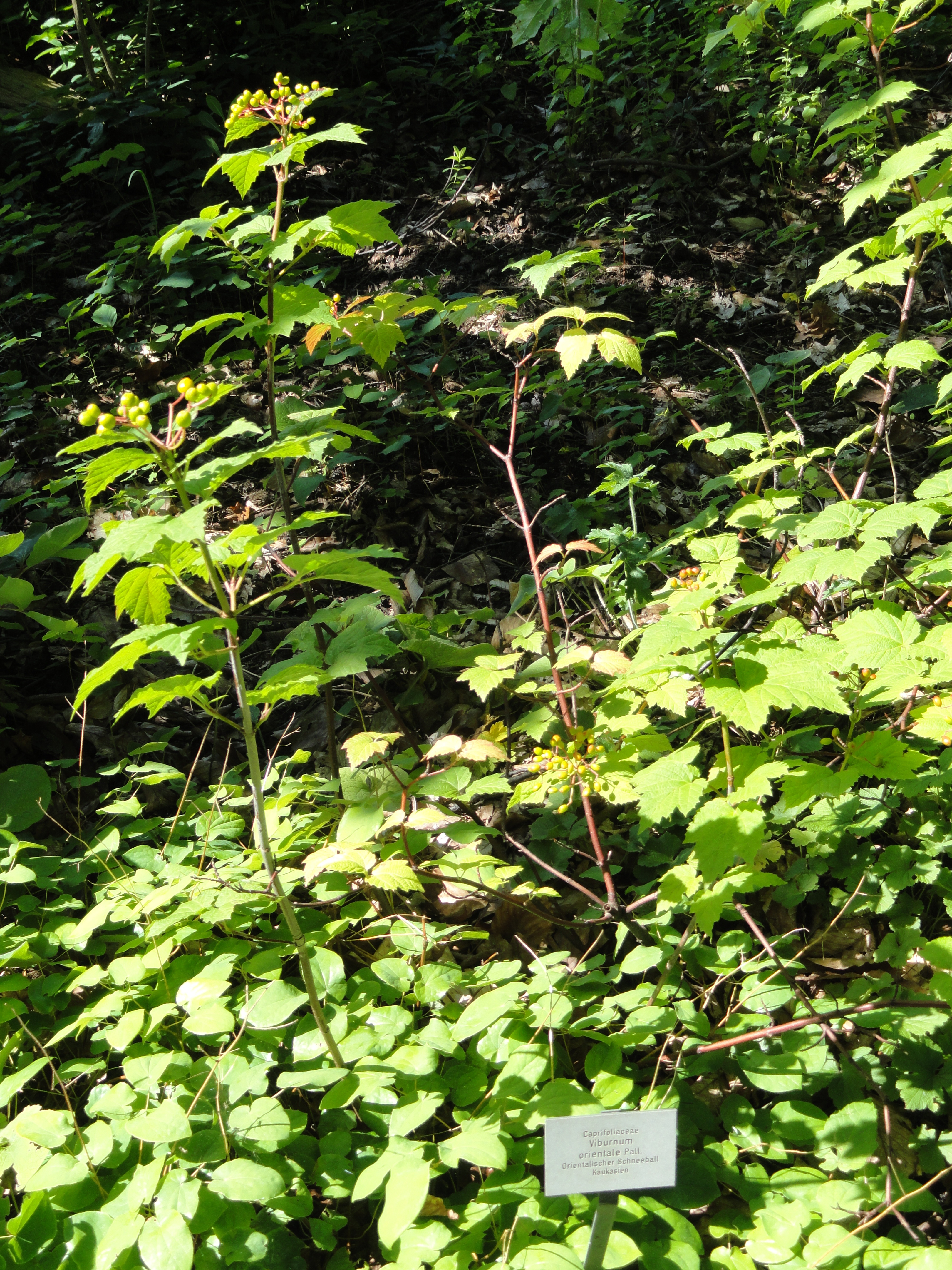
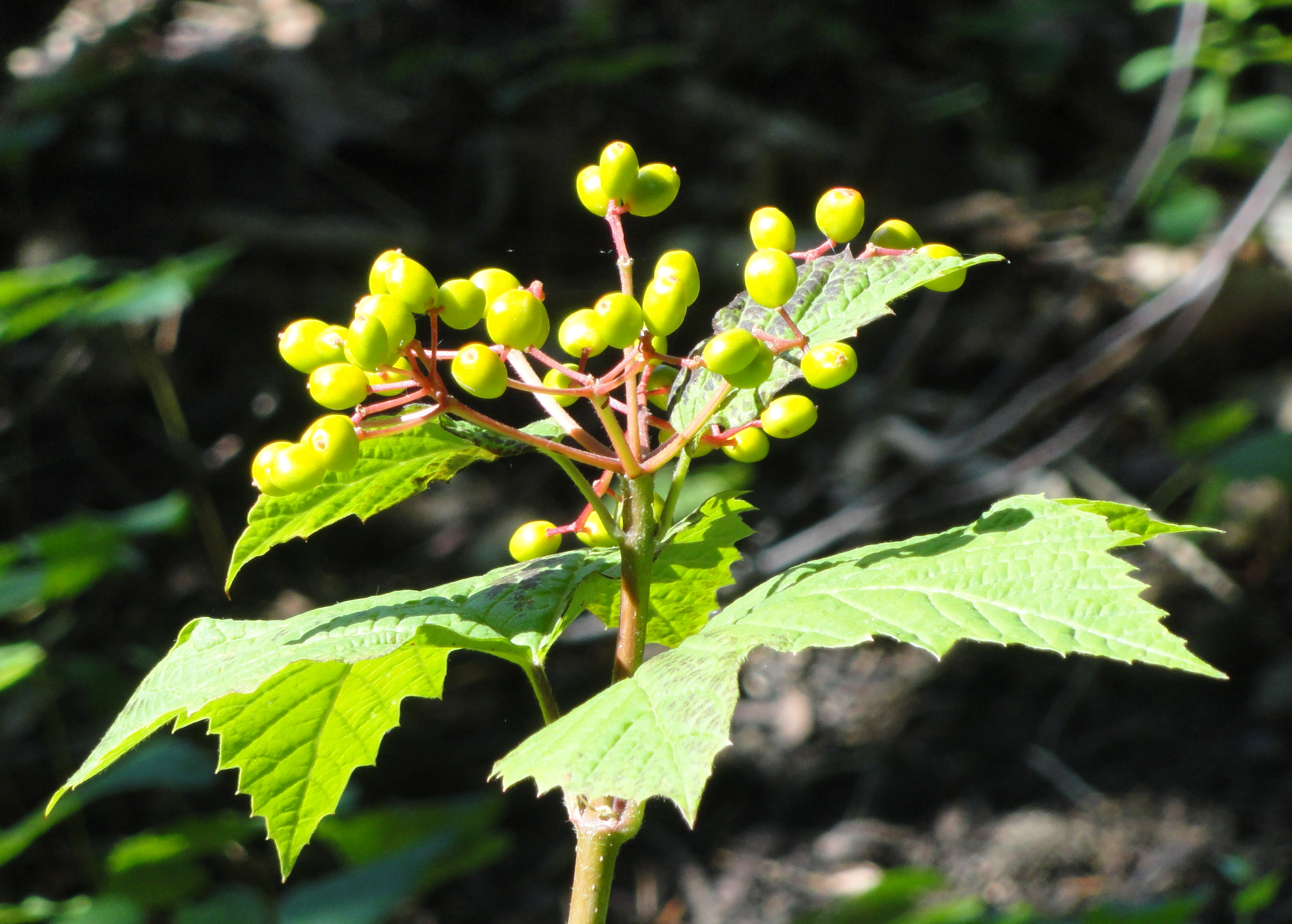